# 原亮一郎
原 亮一郎（はら りょういちろう、明治2年2月12日（1869年3月24日） - 昭和10年（1935年）10月9日）は、日本の実業家。東京書籍初代会長。

## 来歴・人物
岐阜県羽島郡生まれ。同人社、高等商業学校（現一橋大学）を経て、ダリッジ・カレッジ卒業後、1886年にイギリスのサミュエル商会に入社。1892年同社横浜詰仕入部主任。1900年に父・原亮三郎が創業した金港堂書籍の社長を継いだが、1902年に教科書疑獄事件で偽証罪及び証拠隠滅罪の容疑で逮捕された。1909年東京書籍を創立し、初代会長に就任。1917年日本製紙発起人総代。1918年日本製紙会長。1921年日本製紙相談役。

## 親族
父は金港堂書籍創業者の原亮三郎。妹の秀は向井忠晴元三井物産会長の妻。同じく妹のミサヲは山本条太郎元南満洲鉄道社長の妻。